# Schulpräsenzpflicht in der COVID-19-Pandemie
Die Schulpräsenzpflicht ist einer von drei Anwendungsbereichen der Schulpflicht in Deutschland: die Teilnahmepflicht. Weitere Teilbereiche sind die Schulanmeldungspflicht und die Schulwahl. Zu öffentlicher Bedeutung gelangte der Begriff Schulpräsenzpflicht oder auch Präsenzpflicht in der Schule zur Abgrenzung von der umfassenderen allgemeinen Schulpflicht während der COVID-19-Pandemie.
Vor der COVID-19-Pandemie war die Differenzierung zwischen Schulpflicht und Schulpräsenzpflicht weithin unbeachtet. Mit Blick auf eine mögliche Ansteckungsgefahr mit SARS-CoV-2 in Schulen setzten manche Länder die Schulpräsenzpflicht für Risikopatienten und phasenweise für alle Schüler außer Kraft. Die Schulpflicht hingegen blieb dabei erhalten und wurde alternativ über Distanzunterricht erfüllt.
Schulpräsenzpflicht bedeutet, dass schulpflichtige Schüler für den Unterricht in der Schule anwesend sein müssen, also am sogenannten Präsenzunterricht an Schulen teilnehmen. Schulpräsenzpflicht sieht dabei vor, dass die Schüler zur Teilnahme am Unterricht oder an schulischen Veranstaltungen in den Räumen der Schule oder an dafür von den Lehrkräften festgelegten Orten präsent sein und die geforderten Leistungsnachweise erbringen müssen.
Die Teilnahmepflicht oder auch Schulpräsenzpflicht umfasst die Teilnahme
- am Unterricht,
- an Schulfahrten sowie verpflichtend angesetzten Schulveranstaltungen und auch an
- Leistungskontrolle beispielsweise durch Klassenarbeiten.

Im Gegensatz zur reinen Präsenzpflicht in der Schule bedeutet Schulpflicht umfassender, dass Schüler bestimmter Klassen beziehungsweise eines bestimmten Alters am Unterricht teilnehmen und Leistungen gemäß der für ihre Schulform und Jahrgangsstufe vorgegebenen Lehrpläne und Curricula erbringen müssen.

## Rechtliche Grundlagen der Schulpflicht inklusive Schulpräsenzpflicht
In Deutschland ist die Schulpflicht aufgrund der Kulturhoheit der Länder in den einzelnen Landesverfassungen geregelt. Die Länder sind hierzu durch das Grundgesetz Artikel 7 Grundgesetz der Bundesrepublik Deutschland ermächtigt. Im Rahmen der Bildungs- und Kulturhoheit der Bundesländer regeln Schulgesetze die Details und weitere Vorgaben.

## Generelle Aussetzung der Schulpräsenzpflicht während der COVID-19-Pandemie
In Deutschland ist bis zur COVID-19-Pandemie der Regelunterricht im Präsenzbetrieb die übliche Form des Schulbetriebs gewesen. Zwischen Schulpflicht und Schulpräsenzpflicht wurde bis dahin praktisch nicht unterschieden.
Die Schulpräsenzpflicht wurde zur Pandemiebekämpfung im Laufe der COVID-19-Pandemie mehrfach zeitweise generell ausgesetzt. Bundeseinheitlich war die Schulpräsenzpflicht für Schulkinder ab dem 16. März 2020 aufgehoben. Damals blieben die Schulen geschlossen. Lediglich ein Notbetrieb für die Kinder von Eltern in systemrelevanten Berufen blieb zu Beginn der Pandemie gewährleistet.

### Aufhebung der Schulpräsenzpflicht Anfang 2021

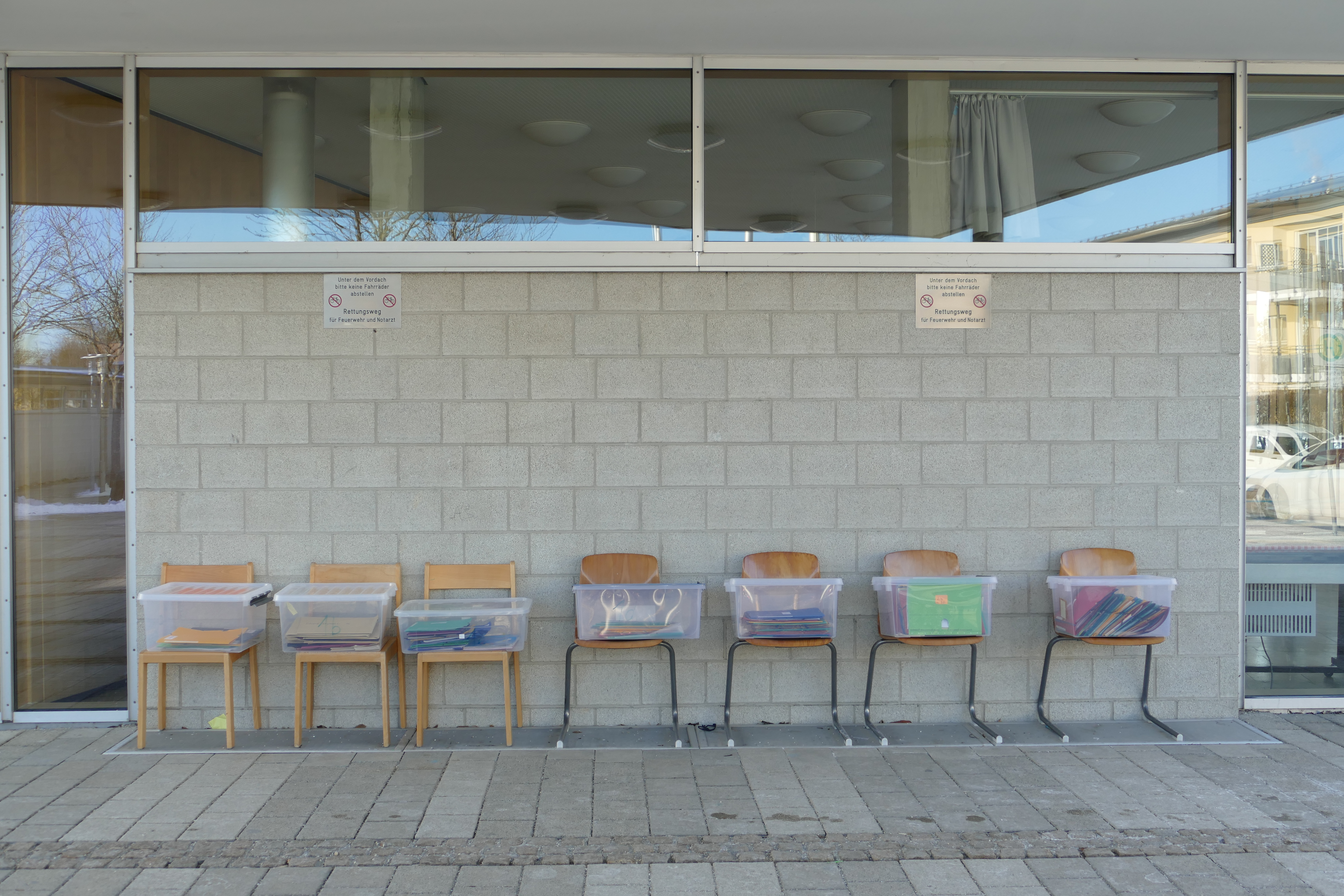
Lernmaterialien zum Austausch vor einer Grundschule in München Mitte Februar 2021

In Baden-Württemberg blieb die Präsenzpflicht dann während der gesamten ersten Phase der COVID-19-Pandemie ausgesetzt, während alle übrigen Bundesländer sie mit den Schulöffnungen nach den Sommerferien 2020 zunächst in Kraft setzten. Einige Bundesländer setzten im weiteren Verlauf der Pandemie die Schulpräsenzpflicht dann mit den erneuten Schulöffnungen im Februar 2021 ebenfalls aus – vermutlich wegen der in Deutschland zunehmenden Verbreitung, mutierter Sars-Cov-2-Viren auch in Schulen die Beobachtungen in Großbritannien und Israel zufolge auch für Kinder häufiger schwerwiegend verlaufen soll.
Einige Bundesländer hielten bis Ende des Schuljahres an der Schulpräsenzpflicht fest. Dazu gehörten (Stand 25. Februar 2021) die Bundesländer: Hessen, Nordrhein-Westfalen, Rheinland-Pfalz sowie das Saarland.
Mit Beginn des Schuljahres 2021/22 gestaltete sich die Lage neu. Lediglich Hessen erlaubt mit Schreiben an die Schuldirektoren die einfache Abmeldung in den Distanzunterricht und setzte damit die Präsenzpflicht faktisch aus. In allen übrigen Bundesländern inklusive Baden-Württemberg ist die Präsenzpflicht seit dem betreffenden Schuljahr wieder in Kraft.

## Ausnahmen von der Schulpräsenzpflicht zur Pandemiebekämpfung
Die Schulpflicht sah bereits vor der COVID-19-Pandemie grundsätzlich gesundheitliche Gründe für eine mögliche Befreiung vor. Diese sollten auch ausdrücklich in einer Epidemie/Pandemie greifen. Details hierfür waren jedoch praktisch nicht geregelt. Regelungen wurden dann nach und nach im Lauf der Pandemie angepasst.
Neben den allgemein geltenden Phasen ausgesetzter Schulpräsenzpflicht – bundesweit oder auch in einzelnen Bundesländern – haben fast alle Bundesländer im Rahmen ihrer Bildungshoheit unterschiedliche Regelungen für die Befreiung von Schülern mit Risikovorerkrankung oder Risikopatient im selben Haushalt erlassen. Die Befreiungsmöglichkeiten von der Schulpräsenzpflicht waren/sind von Bundesland zu Bundesland rechtlich unterschiedlich geregelt und werden/wurden auch unterschiedlich streng gehandhabt – im Ländervergleich, aber auch im Vergleich der Schulen untereinander. Regelungen finden sich in den Corona-Schutzverordnungen und Corona-Einrichtungsschutzverordnungen der Länder.
In den meisten Bundesländern war/ist eine Befreiung eines Schülers oder einer Schülerin nur unter Vorlage einer ärztlichen Bescheinigung möglich. Grundlage hierfür ist die Zugehörigkeit zu einer der vom Robert-Koch-Institut (RKI) aufgeführten Risikogruppen.

## Regelungen der Länder zum Schutz von Risikogruppen im Bereich Schule
In den meisten Bundesländern war/ist eine Befreiung eines Schülers oder einer Schülerin nur unter Vorlage einer ärztlichen Bescheinigung möglich. Grundlage hierfür ist die Zugehörigkeit zu einer der Risikogruppen für einen schweren Verlauf mit COVID-19. Eine Übersicht über die Regelungen der Länder zum Schutz von Risikogruppen hat das Online-Portal „Krisenvorsorge“ zusammengestellt.

### Baden-Württemberg
Das Land Baden-Württemberg lässt/ließ die Schulpräsenzpflicht für die Dauer der Pandemie auch mit Beginn des Schuljahrs 2020/2021 ausgesetzt. Eltern können ihr Kind hier formlos vom Präsenzunterricht abmelden und in den Distanzunterricht wechseln lassen.

### Hessen
Das Land Hessen ermöglicht auf Grundlage von § 13 Abs. 4 der Coronavirus-Schutzverordnung die Abmeldung vom Präsenzunterricht, dort heißt es:
Schülerinnen, Schüler und Studierende können von der Teilnahme am Präsenzunterricht schriftlich abgemeldet werden; soweit sie minderjährig sind, kann die Abmeldung nur durch ihre Eltern erfolgen. Eine Abmeldung für einzelne Tage oder von einzelnen schulischen Veranstaltungen ist nicht möglich. Nach Satz 1 abgemeldete Schülerinnen, Schüler und Studierende nehmen am Distanzunterricht teil. An den Schulen für Kranke entscheidet die Schulleiterin oder der Schulleiter nach Anhörung der Eltern und in Absprache mit dem Klinikpersonal im Einzelfall über die Beschulung.

## Schulpflicht zeitweise in der Pandemie durch Distanzunterricht erfüllt
Die Beschulung der während der Phasen ausgesetzter Präsenzpflicht nicht notbetreuten Kinder wurde bzw. wird über Distanzunterricht gewährleistet. Formen der Distanzbeschulung waren bis dahin in Deutschland fast nicht verbreitet. Lediglich für Abschlüsse auf dem zweiten Bildungsweg gab es bereits Angebote, wie etwa das Telekolleg.
Während der COVID-19-Pandemie, bürgerte sich die Bezeichnung Distanzunterricht ein – in Abgrenzung zum Hausunterricht ("Homeschooling") und zum Fernunterricht.
Distanzunterricht als Alternative zum Präsenzunterricht wurde dabei eingesetzt
- alternativ,
- im Wechsel (Wechselunterricht) oder
- zeitgleich (Hybridunterricht)

Die Teilnahme am Distanzunterricht ist für die Schüler also ebenso verbindlich wie die sonst erforderliche Anwesenheit im  Präsenzunterricht – unabhängig davon, ob die Schulpräsenzpflicht allgemein ausgesetzt war/ist oder ob eine individuelle Befreiung aufgrund eines Attests oder aufgrund anderer Regelungen gewährt wurde.

## Rechtsgüter im Zusammenhang mit der Schulpräsenzpflicht
- Kinderrechtskonvention der Vereinten Nationen[12]
- Grundgesetz der Bundesrepublik Deutschland: Artikel 2, Artikel 3 und Artikel 6.[13]

### Verfassungsrechtliche Überlegungen zur Schulpräsenzpflicht und SARS-CoV-2
1)
Am 27. April 2020 schreibt Volker Boehme-Neßler, seit 2014 Professor für Öffentliches Recht, Medien- und Telekommunikationsrecht an der Carl von Ossietzky Universität in Oldenburg in "Die Zeit": „Eltern haben das Erziehungsrecht für ihre Kinder, das vom Grundgesetz garantiert und gegen den Staat verteidigt wird. Die Verfassung spricht vom natürlichen Recht der Eltern zur Pflege und Erziehung der Kinder. Ob Kinder gesundheitlichen Risiken ausgesetzt werden, entscheiden deshalb in erster Linie die Eltern. Die Schulpflicht und besonders eine Anwesenheitspflicht in Zeiten von Corona macht den Eltern dieses Recht streitig. Sie greift auch in Grundrechte der Kinder ein.
Jeder hat das Recht auf Leben und körperliche Unversehrtheit, das steht unmissverständlich in der Verfassung. Wenn der Staat Schülerinnen und Schüler in einer Pandemie in die Schule zwingt, könnte er beides bedrohen – ihr Leben und ihre Gesundheit. Zwar gibt es Hinweise darauf, dass Kinder und Jugendliche weniger stark, oft symptomlos an Corona erkranken, aber das ist noch lange kein gesichertes Wissen. Und über die Spätfolgen einer Corona-Erkrankung wissen wir noch gar nichts. Solange das so ist, ist die Schulpflicht eine Gefahr für Leib und Leben der Schüler.“
2)
Juristische Einschätzungen zur Schulbesuchspflicht in der COVID-19-Pandemie und die rechtlichen Möglichkeiten vor dem Bundesverfassungsgericht hat Stefan Kirchner verfasst.

### Bürgerliches Gesetzbuch (BGB) – §1626 BGB – Elterliche Sorge
Dass § 1626 BGB Eltern das Recht gibt, präventiv für den Schutz ihrer Kinder zu sorgen und deshalb Kosten für die Asbestsanierung eines Hausdachs als außergewöhnliche Belastung steuerlich geltend machen zu können. Ein möglicher Schaden aufgrund eines Risikos müsse also nicht erst eintreten, um Handeln zu rechtfertigen, zu diesem Urteil kam das Finanzgericht Düsseldorf (Az.: 10 K 3923/96 E). Eine juristische Einschätzung zur elterlichen Sorge gemäß § 1626 BGB: Das Recht zur elterlichen Sorge als absolutes Recht i.S. des§ 823 Abs. 1 BGB von Karola Wendel.

### Schulgesetze (SchulgG) der Länder
Die Schulgesetze der Länder bieten Eltern unter bestimmten Bedingungen Befreiungsmöglichkeiten von der Schulpräsenzpflicht für ihre Kinder, z. B. für längere beruflich bedingte Auslandsaufenthalte oder auch bei einer Erkrankung. Diesbezügliche Regelungen und auch Paragraphen sind länderspezifisch. Im Zuge der Pandemie haben in Nordrhein-Westfalen bis Februar 2021 einige Dutzend Eltern Befreiungen für ihre Kinder von der Schulpräsenzpflicht mit Verweis auf § 43 Schulgesetz (SchulG) erwirkt.

### Strafrecht mit Blick auf Ansteckungsgefahr mit SARS-CoV-2
Auch das Strafrecht bietet Ansatzpunkte für rechtliche Erwägungen und Abwägungen der Rechtsgüter und mögliche Schritte mit Blick auf eine befürchtete oder erfolgte Ansteckung mit SARS-CoV-2. Grundsätzlich unabhängig vom Eintreten gravierender Folgen kann das auch fahrlässige Infizieren einer anderen Person mit SARS-CoV-2 eine Straftat oder deren Versuch darstellen. Auch der Versuch kann strafbar sein.
Möglicherweise von Belang sind im Zusammenhang mit SARS-CoV-2 unter anderem folgende Straftatbestände laut Strafgesetzbuch (StGB):
- Strafbarkeit wegen gefährlicher Körperverletzung §§ 223 oder 224 StGB
- Fahrlässige Körperverletzung § 229 StGB
- § 229 StGB bzw. § 222 StGB (fahrlässige Körperverletzung oder Tötung)
- Totschlag § 212 StGB oder Mord § 211 StGB (bei erfolgtem tödlichen Verlauf)

## Urteile zu Schulpräsenzpflicht/Präsenzunterricht in der Pandemie
"Der Staat muss abwägen zwischen Bildung und Gesundheit und dafür bei der Abwägung das richtige Maß treffen." So erklärt z. B. der Rechtsanwalt Thorsten Frühmark die rechtliche Abwägung, die zu treffen ist, in einem Video zur Frage der Schulpräsenzpflicht und möglichen Konsequenzen von Verstößen. Zwei Verwaltungsgerichte haben bezüglich dieses Güterabwägung Urteile gefällt: Um die Pandemie einzudämmen und auch persönlich Ansteckungen zu verhindern, könne das Mittel sein: kein Präsenzunterricht, urteilten das OVG Münster und das OVG Lüneburg. Sie lehnten die jeweils beantragte Öffnung der Schulen für den Präsenzunterricht ab und ordneten weiteren Distanzunterricht an. Beide Beschlüsse sind unanfechtbar.

### Bundesverfassungsgericht: "Bundesnotbremse" war zulässig
Mit seinem höchstrichterlichen Beschluss vom 30. November 2021 hat das Bundesverfassungsgericht (BVerfG) Kindern und Jugendlichen erstmals ein Recht "gegenüber dem Staat auf schulische Bildung anerkannt". Die Schulschließungen hätten darein "in schwerwiegender Weise" eingegriffen, räumten die Verfassungsrichter in ihrem Beschluss ein. Dennoch waren die Maßnahmen nach Auffassung der obersten Richter "trotz der damit verbundenen schwerwiegenden Belastungen" zulässig (Az.: 1 BvR 971/21, 1 BvR 1069/21).
Zur Begründung ihrer Entscheidung verwiesen die Bundesverfassungsrichter auf mehrere Faktoren, u. a. den höheren Grenzwert von 165 statt 100 sowie die Verpflichtung, "wegfallenden Präsenzunterricht auch während der Geltung der "Bundesnotbremse" nach Möglichkeit durch Distanzunterricht zu ersetzen."
So entschied das Bundesverfassungsgericht über die "Bundesnotbremse – im Wortlaut::
- "Das Verbot von Präsenzunterricht war formell und materiell verfassungsgemäß. Dem Bundesgesetzgeber stand die erforderliche Gesetzgebungskompetenz zu und das Gesetz bedurfte nicht der Zustimmung durch den Bundesrat. Materiell genügte die angegriffene Regelung insbesondere dem Gebot der Verhältnismäßigkeit.
- Durch das Verbot sollten, ebenso wie durch die weiteren in der „Bundesnotbremse“ enthaltenen Beschränkungen zwischenmenschlicher Kontakte, Infektionen eingedämmt und so Leben und Gesundheit geschützt und das Gesundheitssystem vor einer Überlastung bewahrt werden. Damit diente die Maßnahme verfassungsrechtlich legitimen Zwecken, die der Gesetzgeber in Erfüllung grundrechtlicher Schutzpflichten aus Art. 2 Abs. 2 Satz 1 GG erreichen wollte.
- Die Einschätzung des Gesetzgebers, ein Verbot von Präsenzunterricht bei hohen Inzidenzwerten könne zusammen mit den anderen Maßnahmen der „Bundesnotbremse“ zur Beschränkung zwischenmenschlicher Kontakte den Schutz von Leben und Gesundheit und der Funktionsfähigkeit des Gesundheitssystems jedenfalls fördern, begegnet keinen verfassungsrechtlichen Bedenken. Die sachkundigen Dritten sind in ihren Stellungnahmen davon ausgegangen, dass sich bei allen bisher aufgetretenen Virusvarianten auch Kinder und Jugendliche mit dem Coronavirus anstecken und dann zu Überträgern dieses Virus werden können, auch wenn sie selbst nur in seltenen Fällen schwer erkranken. Nach sachkundiger Einschätzung können sich die Schülerinnen und Schüler im Rahmen der vielfältigen Kontakte mit anderen Schülern und den Lehrkräften im Klassenzimmer, im Schulgebäude oder dessen Außengelände, aber auch auf dem Weg zur Schule anstecken und das Virus dann auf Personen in ihrem familiären Umfeld oder auf die Lehrkräfte übertragen. Auf diese Weise nähmen auch geöffnete Schulen am Infektionsgeschehen teil.
- Das Verbot von Präsenzunterricht war zum Schutz der Bevölkerung vor infektionsbedingten Gefahren von Leib und Leben und zur Aufrechterhaltung eines funktionsfähigen Gesundheitssystems auch erforderlich.
- Das wäre nur dann nicht der Fall gewesen, wenn eindeutig festgestellt werden könnte, dass Infektionen durch die weniger belastende Alternative geöffneter Schulen mit regelmäßigen Tests und Hygienemaßnahmen mindestens gleich wirksam hätten bekämpft werden können wie durch ein Verbot von Präsenzunterricht. Die wissenschaftliche Erkenntnislage hierzu ist jedoch durch Unsicherheit geprägt."

## Entstandene Selbsthilfe rund um Schulpräsenzbefreiung
Die rechtlich vorgegebenen Möglichkeiten der Schulpräsenzbefreiung in der COVID-19-Pandemie waren und sind zumindest den Corona-Verordnungen gemäß begrenzt – auf Angehörige der Risikogruppen. Schon für diese unterscheiden sich die Ausgangslagen vor Ort je nach Bundesland und Schulen gravierend. Dies gilt umso mehr für Eltern, die ohne attestierbare Risikovorerkrankung ihr Kind zum Schutz vor der Ansteckungsgefahr mit SARS-CoV-2 von der Schulpräsenzpflicht befreien lassen wollen. Vorerkrankte Lehrer sind in einer anderen Lage, als solche ohne bekannte Risikofaktoren. Ebenso einen Unterschied macht es für sie, ob sie angestellt oder beamtet sind. Zur gegenseitigen Unterstützung und zum Informationsaustausch haben sich verschiedene Selbsthilfe- und Aktionsgruppen rund um die Belange der Sicherheit in Schulen und des Schutzes vor Ansteckung gebildet. In diesen versammeln sich Eltern, aber auch Lehrer, Erzieher, Betreuer und Schüler auch länderübergreifend.

## Sicherheitsstandards der gesetzlichen Unfallversicherung für Präsenzunterricht

### Zuständigkeit der DGUV für Unfallverhütung und Versicherung von Covid-19 in Schulen
Nachdem es anfangs seitens der Deutschen Gesetzlichen Unfallversicherung zunächst hieß, eine Ansteckung mit SARS-CoV-2 und damit einhergehende Folgeschäden seien nicht über die gesetzlichen Unfallversicherungsträger abgesichert – da Teil des derzeit „üblichen Lebensrisikos“ –, hat sich dieser Sachverhalt mittlerweile geändert. Die Infektion mit SARS-CoV-2 kann als Schulunfall bzw. Arbeitsunfall eingestuft werden, teilt die Deutsche Gesetzliche Unfallversicherung (DGUV) mit. Schwierig ist im Zusammenhang mit Berufserkrankungen grundsätzlich oft, den beruflichen/schulischen Bezug der Schädigung nachzuweisen. Das ist auch bei COVID-19 der Fall, wie das Ärzteblatt berichtet. Hilfreich bei der Beantragung von Leistungen z. B. für Rehamaßnahmen oder bei Folgeschäden bis hin zur Berufs-/Schulunfähigkeit ist im Umgang mit den gesetzlichen Unfallversicherungsträgern erfahrungsgemäß eine gute Dokumentation. Hierbei kann das von Virologen wie Christian Drosten empfohlene Kontakttagebuch hilfreich sein, das über die Corona-Warn-App oder auch selbst geführt werden kann.

### Unfallverhütungsvorschriften der DGUV gelten für Schulen und Schulweg
Als Versicherungsträger haften die Unfallkassen für Unfälle im Unterricht, auf dem Schulweg oder auf Klassenfahrten und Schulveranstaltungen. Und auch etwaige Folgen einer Ansteckung mit SARS-CoV-2 sind über den zuständigen Träger der gesetzlichen Unfallversicherung versichert. Die Deutsche Gesetzliche Unfallversicherung ist aber nicht nur für die Versicherung und Haftung von Unfällen und Erkrankungen bei der Arbeit und rund um die Schulen zuständig – sie gibt auch Sicherheitsstandards für Arbeitsstätten sowie auch Schulen und andere Bildungseinrichtungen vor. Rechtsgrundlage hierfür sind die aktualisierten "Beschlüsse der Kultusministerkonferenz von 1994". Diese legt Regelungen für die Sicherheit der diversen mit Schule verbundenen Bereiche vor und verpflichtet die dafür zuständigen Einrichtungen auch zur Gefährdungsbeurteilung.
Priorität haben laut DGUV die Kontaktreduzierung und die Einhaltung des Mindestabstandes – auch in Schulen und auf dem Weg dorthin. Mit Blick auf die Beratungen von Bund und Ländern hat die DGUV auf ihre aktualisierten Schutzstandards für Bildungseinrichtungen hingewiesen.

#### Der Schutzstandard Schule der DGUV von Mai 2020 und dessen Erweiterung von Januar 2021 gelten
Da die Gefahr einer SARS-CoV-2-Übertragung insbesondere in geschlossenen Räumen besteht, in denen sich mehrere Personen aufhalten, empfehlen die Unfallversicherungsträger aktuell (Stand Februar 2021) Distanz- und Wechselunterricht.
Bei der Festlegung und Umsetzung des schulischen Maßnahmenkonzeptes sollen folgende Aspekte, die der „SARS-CoV-2 – Schutzstandard Schule“ der DGUV bereits im Mai 2020 beschrieben hat, berücksichtigt werden.
Die Rangfolge der Schutzmaßnahmen ergibt sich dabei aus den Grundsätzen des § 4 ArbSchG (TOP-Prinzip): technische Maßnahmen haben Vorrang vor organisatorischen Maßnahmen und diese wiederum Vorrang vor personenbezogenen Maßnahmen.
Zudem sind die Schutzmaßnahmen sachgerecht miteinander zu verknüpfen (Paket):
- Gestaltung der Arbeits-, Lehr- und Lernumgebung, u. a. durch Sicherstellung des Mindestabstands und einer ausreichenden Lüftung.
- Kontaktreduzierung, u. a. durch Bildung von festen Arbeits- und Lerngruppen und Nutzung digitaler Kommunikation.
- Hygiene und Reinigung, durch u. a. regelmäßiges Händewaschen und Oberflächenreinigung.
- allgemeine Verhaltensregeln, durch u. a. Wahrung von Abstand und zu Hause bleiben bei Krankheitssymptomen.

Soweit die Abstandsregel nicht eingehalten werden kann und auch technische sowie organisatorische Maßnahmen nicht umsetzbar sind, sollen Mund-Nase-Bedeckungen getragen werden.

### DGUV-Empfehlungen für den Schulweg/ÖPNV
Für den Weg zur Schule und Kita geben die Unfallversicherungsträger ebenfalls Empfehlungen ab. So sollte bei der Nutzung des Schülerindividualverkehrs und von öffentlichen Transportmitteln darauf geachtet werden, dass:
- in Sitzreihen mit Zweier-Bänken immer nur ein Kind sitzt,
- sich niemand gegenüber sitzt,
- sich keine Personen gegenüberstehen und
- Nutzerinnen und Nutzer mindestens medizinische Gesichtsmasken tragen.

### DGUV-Empfehlung für Schnelltests
Zu Schnelltests schreibt die DGUV in ihren aktuellen Vorgaben: "Hierfür sollte geschultes Fachpersonal zur Verfügung stehen. Solange es keine laiensicheren Tests gibt, sieht die gesetzliche Unfallversicherung die private Testung von Kindern und Schülerinnen und Schülern kritisch – die Regelungskompetenz hierfür liegt aber an anderer Stelle."

#### Abweichende Vorschriften führen zu Remonstration von Lehrern
Mit Blick auf neuerliche Vorschriften mancher Landesregierungen und Kultusministerien und -behörden von Mitte und Ende März 2021, Schüler in der Schule und teils im Klassenraum zu testen, haben Lehrer Remonstration eingelegt. Darin äußern sie rechtliche Bedenken gegenüber der Anordnung von Schnelltests im Klassenraum.

#### Allgemeiner Hinweis der DGUV: Geltende und neue Regeln widersprechen einander nicht
Zu den Anfang 2021 ergänzten Empfehlungen stellt die DGUV fest: „Weitere konkrete und detaillierte Umsetzungshinweise, um das Infektionsrisiko in den Einrichtungen und auf den Wegen dorthin zu minimieren, finden sich in den angegebenen Schutzstandards und Handlungshilfen.“
Auch Regelungen für Betriebspraktika hat die DGUV erlassen. Ebenso für die Kindertagesbetreuung.

## Zuständigkeit der gesetzlichen Unfallversicherung
Zuständiger Unfallversicherungsträger ist für die Schulen die Unfallkasse des jeweiligen Bundeslandes. Die Vorgaben und Empfehlungen der für das Land zuständigen UVK gelten für die Schulen und den Öffentlichen Personennahverkehr (ÖPNV) der jeweiligen Länder. An sie können Eltern, Schulleiter oder auch Lehrer und Lehrerinnen sowie auch Schüler sich mit Fragen wenden.

### Hinweis der Unfallkasse Hessen (UKH) an Eltern
Aus der Broschüre der Unfallkasse Hessen (UKH) "Gut geschützt und gut versichert in der weiterführenden Schule", Seite 4: "Unsere Aufgabe ist es, Schulunfälle möglichst zu verhüten". Auf Seite 8 dazu: "Dafür stehen wir den Schulen mit Rat und Tat zur Seite. So unterstützen wir viele Aktivitäten, um die Unfallzahlen zu senken. Dabei setzen wir auch auf Ihre Hilfe. Denn als Eltern können Sie viel für die Gesundheit und Sicherheit Ihres Kindes in der Schule tun."